# 纳尔乔
纳尔乔（NALCO），是印度奥里萨邦Anugul县的一个城镇。总人口18038（2001年）。

## 人口
该地2001年总人口18038人，其中男性9612人，女性8426人；0—6岁人口2609人，其中男1389人，女1220人；识字率73.29%，其中男性为78.04%，女性为67.87%。